# Teateråret 2017

## Priser och utmärkelser
- Gösta Ekman-stipendiet – Gerhard Hoberstorfer
- O'Neill-stipendiet – Jonas Karlsson
- Svenska Dagbladets Thaliapris – Hannes Meidal och Jens Ohlin

## Avlidna
- 6 januari – Om Puri, 66, indisk teater- och filmskådespelare.[1]
- 1 februari – Stig Grybe, 88, svensk skådespelare, komiker och revyartist.
- 5 februari – Björn Granath, 70, svensk skådespelare.
- 17 mars – Karin Nordström, 93, svensk skådespelare.
- 1 april – Gösta Ekman, 77, svensk skådespelare och regissör.
- 23 april – Inga Ålenius, 78, svensk skådespelare.
- 5 maj – Charles Koroly, 70, svensk-amerikansk scenograf och kostymtecknare.[2][3]
- 27 juni – Michael Nyqvist, 56, svensk skådespelare och författare.
- 27 juli – Sam Shepard, 73, amerikansk dramatiker, skådespelare och regissör.
- 24 oktober – Robert Guillaume, 89, amerikansk skådespelare.
- 17 november – Rikard Wolff, 59, svensk sångare och skådespelare.[4]